# Союз Четырёх Хуторов (сельское поселение)
Союз Четырёх Хуторов — муниципальное образование (сельское поселение) и сельский округ в Гулькевичском районе Краснодарского края России. 
Административный центр — хутор Чаплыгин.

## Население
| 2010  | 2012  | 2013  | 2014  | 2015  | 2016  | 2017  |
| ----- | ----- | ----- | ----- | ----- | ----- | ----- |
| 1217  | ↘1190 | ↘1177 | ↘1164 | ↗1188 | ↗1191 | ↗1213 |
| 2018  | 2019  | 2020  | 2021  | 2023  |       |       |
| ↗1219 | ↗1228 | ↘1210 | ↗1306 | ↘1270 |       |       |

## Населённые пункты
В состав сельского поселения (сельского округа) входят 4 населённых пункта:
| № | Населённый пункт  | Тип населённого пункта | Население (чел.) |
| - | ----------------- | ---------------------- | ---------------- |
| 1 | Чаплыгин          | хутор                  | ↘1064            |
| 2 | Зеленчук          | хутор                  | ↘102             |
| 3 | Зарьков           | хутор                  | ↘14              |
| 4 | Старогермановский | хутор                  | ↘37              |